# سعد محمد حسن
سعد محمّد حسن (1330 هـ - 1408 هـ / 1911 م - 1988 م). بحّاثة وكاتب مصري، تخرّج من الأزهر، وعمل في التدريس في مصر وليبيا. من آثاره كتابه المهديّة في الإسلام منذ أقدم العصور حتّى اليوم. دراسة وافية لتاريخها العقدي السياسي والأدبي، ومن آثاره أيضاً تحقيق كتاب الطالع السعيد الجامع أسماء نجباء الصعيد لجعفر بن ثعلب الأفودي.